# Crescimento secundário

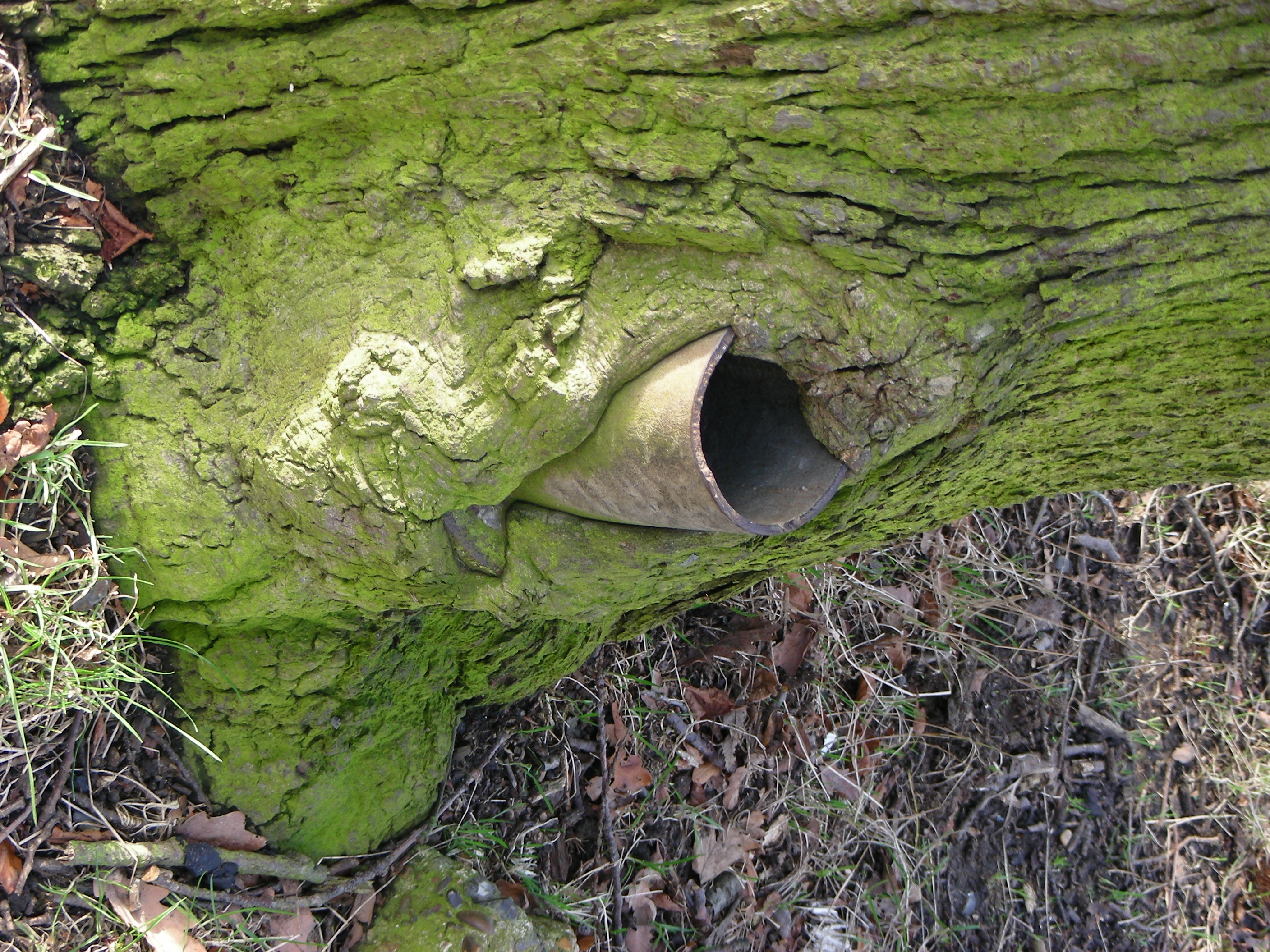
Efeito do crescimento secundário no engrossamento do tronco de uma árvore, levando ao engolfamento de um poste metálico

Diagrama mostrando o crescimento secundário de uma árvore. Nova madeira é adicionada em cada estação de crescimento por engrossamento dos meristemas laterais, o felogénio e o câmbio vascular.

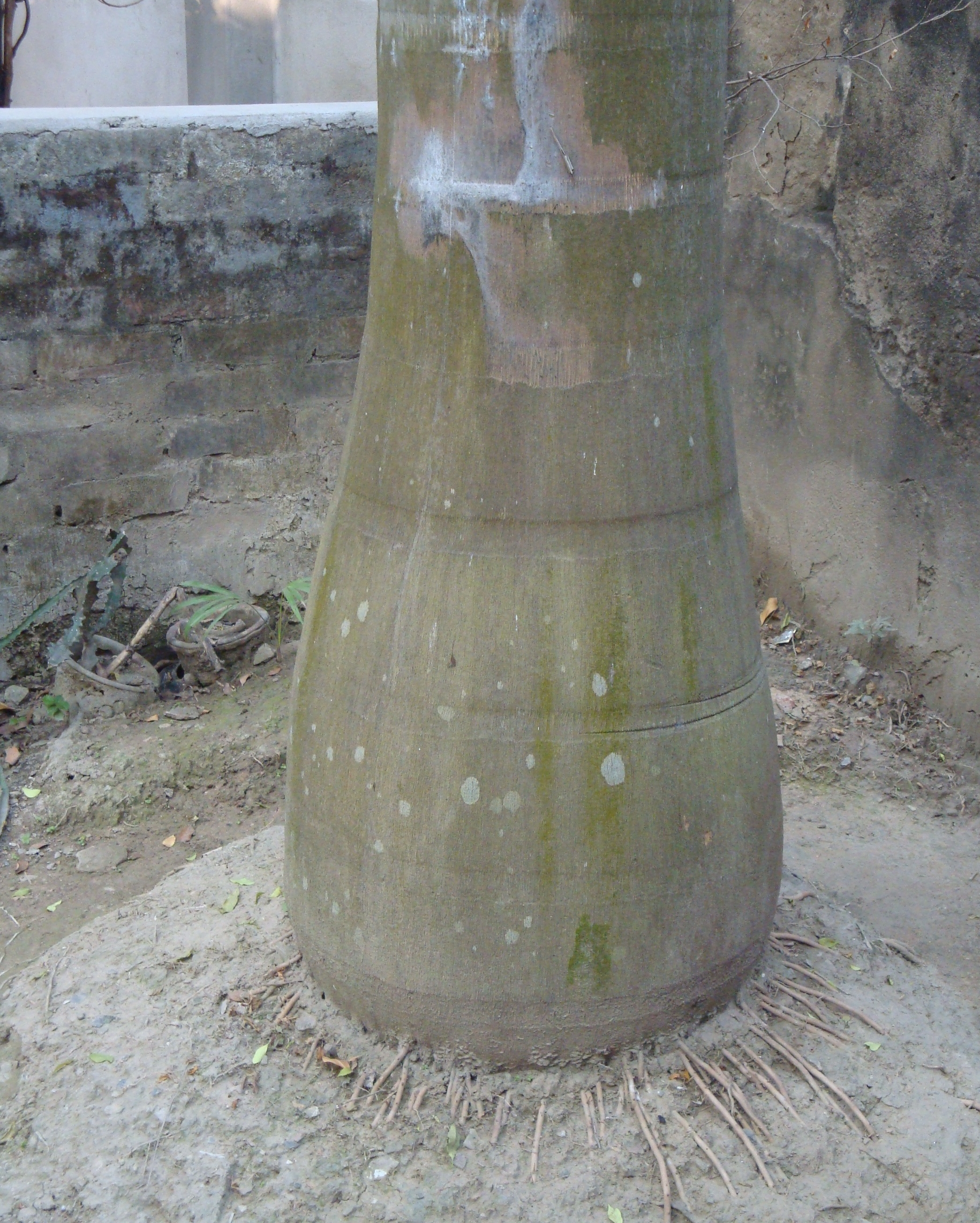
Arecaceae: aumento do diâmetro do espique de uma palmeira da espécie Roystonea regia por crescimento secundário anómal devido à divisão e alargamento do tecido parenquimatoso.

Crescimento secundário designa o espessamento dos caules e das raízes de algumas plantas, e às vezes do pecíolo e das nervuras medianas, a partir do câmbio vascular e do câmbio da casca (o felogénio). Nas monocotiledóneas o espessamento resulta do espessamento do tecido parenquimatoso, um processo diferente, razão pela qual é designado por «crescimento secundário anómalo».

## Descrição
Em botânica, designa-se por «crescimento secundário» o engrossamento dos caules, raízes e outras estruturas anatómicas das plantas. O crescimento secundário ocorre na maioria das plantas com sementes, mas as monocotiledóneas geralmente não apresentam crescimento secundário. Nos casos em que apresentam crescimento secundário, este difere do padrão típico de outras plantas com sementes.
No caso das dicotiledóneas, o crescimento secundário resulta da divisão celular no câmbio ou nos meristemas laterais, sendo a formação de tecidos vasculares secundários do câmbio uma característica das dicotiledóneas e gimnospérmicas.
No caso das monocotiledóneas com crecimento secundário, os tecidos vasculares também aumentam após o crescimento primário ser concluído, mas o câmbio dessas plantas é de natureza diferente pelo que apresentam «crescimento secundário anómalo», resultado do espessamento dos tecidos parenquimatosos dos caules e raízes.
Nas pteridófitas extantes, o crescimento secundário é uma característica é rara, mas ocorre em plantas como Isoetes e Botrychium.
A designação «crescimento secundário» pretende diferenciar o processo do «crescimento primário», aquele que resulta do crescimento que ocorre como resultado da divisão celular nos meristemas apicais situados nas pontas dos caules e raízes, fazendo com que eles se alonguem, e dá origem ao tecido primário.

### Crescimento secundário meristemático
Na maioria das plantas vasculares, o crescimento secundário é o resultado da actividade dos dois meristemas laterais, o câmbio cortical (ou felogénio) e o câmbio vascular. A partir dos meristemas laterais, o crescimento secundário aumenta a largura da raiz ou do caule da planta, ao invés de seu comprimento. Enquanto os meristemas laterais continuam a produzir novas células, o caule ou raiz continua a crescer em diâmetro. Em plantas lenhosas, este processo produz madeira e molda a planta numa árvore com um tronco engrossado e lenhificado.
Uma vez que este crescimento normalmente rompe a epiderme (o ritidoma) do caule ou raízes, as plantas com crescimento secundário normalmente também desenvolvem um câmbio cortical. O câmbio cortical (ou da casca) dá origem às células espessas do ritidoma para proteger a superfície da planta e reduzir a perda de água. Se isso se mantiver por muitos anos, o processo pode produzir uma camada de casca espessa. No caso do sobreiro vai produzir a cortiça aproveitável como material.
O crescimento secundário também ocorre em muitas plantas não lenhosas, como o tomateiro, o tubérculo da batata, a cenoura ou a batata-doce. Algumas folhas de vida longa também exibem crescimento secundário.

### Crescimento secundário anómalo
O crescimento secundário anómalo das monoctiledóneas não segue o padrão de um único câmbio vascular produzindo xilema para o interior e floema para o exterior como nos lignófitos ancestrais. Embora seja um processo típico das monocotiledónes, algumas dicotiledóneas apresentam crescimento secundário anormal, como por exemplo o género Bougainvillea, em que um conjunto de tecidos de câmbio surgem fora do floema mais antigo.
As monocotiledóneas ancestrais perderam a capacidade de crescimento secundário e sua estela mudou de uma forma que não poderia ser recuperada sem grandes mudanças que são muito improváveis de ocorrer. As monocotiledóneas ou não têm crescimento secundário, como é o caso ancestral, ou apresentam um "crescimento secundário anómalo" de algum tipo, ou, no caso das palmeiras, aumentam o seu diâmetro no que se denomina uma espécie de crescimento secundário ou não dependendo na definição dada ao termo. Os membros das Arecaceae aumentam o seu diâmetro de espique devido à divisão e alargamento das células parenquimatosas, num processo que é denominado gigantismo primário porque ocorre sem produção de tecidos secundários do xilema e do floema, ou às vezes «crescimento secundário difuso». Em alguns outros caules de monocotiledóneas, como em Yucca e Dracaena, em que ocorre crescimento secundário anómalo, forma-se um câmbio que apenas produz feixes vasculares e parênquima internamente e apenas parênquima externamente. Algumas hastes de monocotiledóneas aumentam de diâmetro devido à atividade de um meristema de espessamento primário, que é derivado do meristema apical.